# Рощинское сельское поселение (Челябинская область)
Ро́щинское се́льское поселе́ние — муниципальное образование в Сосновском районе Челябинской области Российской Федерации. В рамках административно-территориального устройства муниципальное образование  соответствует административно-территориальной единице Рощинский сельсовет.
Административный центр — посёлок Рощино.

## История
Статус и границы сельского поселения установлены Законом Челябинской области от 9 июля 2004 года № 246-ЗО «О статусе и границах Сосновского муниципального района и сельских поселений в его составе».

## Население
| 2002  | 2010  | 2011    | 2012    | 2013    | 2014    | 2015    |
| ----- | ----- | ------- | ------- | ------- | ------- | ------- |
| 6697  | ↗7187 | ↗7201   | ↗7525   | ↗7788   | ↗7993   | ↗8279   |
| 2016  | 2017  | 2018    | 2019    | 2020    | 2021    | 2023    |
| ↗8847 | ↗9585 | ↗10 093 | ↗10 751 | ↗11 581 | ↗12 888 | ↗13 265 |

## Состав сельского поселения
| № | Населённый пункт | Тип населённого пункта          | Население |
| - | ---------------- | ------------------------------- | --------- |
| 1 | Казанцево        | деревня                         | ↗4264     |
| 2 | Новое Поле       | деревня                         | ↗1230     |
| 3 | Рощино           | посёлок, административный центр | ↗7394     |

## Памятные места и достопримечательности
- Памятник экипажу самолета Ан-12 погибшему 26.05.2008 года.[17][18]
- Обелиск в честь павших защитников Отечества в годы Великой Отечественной войны.  Находится около стоянки птицефабрики Равис[19].